# Pinar del Río
Pinar del Río er en by i det nordvestlige Cuba med et indbyggertal (pr. 2004) på cirka 191.000. Byen er hovedstad i Pinar del Río Provinsen og blev grundlagt i 1774.